# Província de les Moluques
La província de les Moluques o província de Maluku (indonesi: Provinsi Maluku) és una de les províncies d'Indonèsia. Consta les regions centre i sud de les Illes Maluku. La capital és la ciutat d'Ambon situada en l'illa del mateix nom. En el cens de 2010 aquesta província tenia 1.533.506 habitants.
Totes les illes Maluku formaven part d'una mateixa província des de 1950 fins a 1999. L'any 1999 se'n separaren la part nord de Maluku, la regència Halmahera Tengah i la ciutat de Ternate per a formar la província separada de Maluku Nord.